# 小泽雄希
小泽雄希（1983年10月4日—），日本足球運動員。